# WinDbg
WinDbg est un débogueur gratuit, distribué et réalisé par Microsoft pour son système d'exploitation Windows. C'est un logiciel muni d'un environnement graphique qui peut être utilisé pour déboguer des applications en mode utilisateur, des pilotes, ou le système d'exploitation lui-même en mode noyau. Il a peu de points communs et ne doit pas être confondu avec le débogueur, plus connu, de Visual Studio, ce dernier n'ayant notamment pas de possibilité de débogage en mode noyau.
WinDbg peut être utilisé pour déboguer des dumps mémoire en mode noyau ou utilisateur, après un plantage. Cette technique est connue sous le nom de débogage post-mortem.
WinDbg a aussi la possibilité de charger automatiquement des fichiers de symboles d'un serveur suivant certains critères (par exemple suivant le CRC d'un fichier, si la version est uni- ou multiprocesseur, suivant la date du fichier, etc.). Si un serveur de symboles est configuré, les symboles peuvent être chargés dans le débogueur, offrant la possibilité de déboguer au niveau du code source. Ces facilités évitent les problèmes de débogage notamment lorsqu'un programme est présent sous la forme de plusieurs versions binaires sur une machine cible, éliminant ainsi la nécessité de trouver et d'installer les versions de symboles sur la machine hôte. Microsoft propose un serveur de symboles publics disposant des symboles publics (incluant les service packs) pour une grande majorité de ses systèmes d'exploitation.
Les dernières versions de WinDbg sont distribuées avec les outils de débogage (Debugging Tools) de Microsoft. Ces différents outils de débogage partagent un moteur de débogage commun entre WinDbg et des débogueurs en ligne de commande comme KD, CDB et NTSD. Cela implique que la plupart des commandes pour un de ces débogueurs fonctionneront sans changement sur un autre de ceux-ci, permettant ainsi aux utilisateurs d'utiliser l'interface qu'ils préfèrent.